# Suzanne Joly (écrivaine)
Pour les articles homonymes, voir Suzanne Joly (homonymie) et Joly.
Suzanne Joly, née à Verdun en 1957, est une poète et enseignante québécoise.

## Biographie
Suzanne Joly est née à Verdun en 1957.
Elle détient un baccalauréat en études françaises de l'Université de Montréal (1980) ainsi qu'une maîtrise en études littéraires (volet création) de l'Université du Québec à Montréal (1998). Son mémoire de maîtrise, intitulé Éclats, a été dirigé par Louise Dupré.
Elle enseigne la littérature au Cégep régional de Lanaudière à Joliette,. En 2001-2002, elle siège au Comité provisoire en vue de la création de l’Association littéraire lanaudoise qu'elle cofonde. Elle siège sur le conseil d'administration de l'organisme, dont elle sera la présidente de 2002 à 2006. De 2002 à 2005, elle est déléguée au comité Trans-Québec de l'Union des écrivaines et écrivains québécois,,,,.

### Écriture
En poésie, elle fait paraître Une incise de ciel bleu (Écrits des Forges, 1998), Alchimie de l'ombre (Éditions du Noroît, 2002) ainsi que Complicité du large (Écrits des Forges, 2008). Les thèmes centraux de ses œuvres sont l'enfance et la solitude, ainsi que l'intime,,,. Elle collabore également avec le peintre Jean-Guy Saint-Arneault et signe des textes pour un livre d'artiste qui s'intitule Dans le silence de nos voix (2002).
En plus de participer à des lectures de poésie, dont au Festival international de poésie de Trois-Rivières, Suzanne Joly signe des textes dans diverses revues littéraires dont Estuaire, Arcade et Brèves littéraires,,,. Elle participe aussi à des ouvrages collectifs et des anthologies de littérature lanaudoise aux Éditions Bell'Arte de Sainte-Mélanie. Depuis 2001, elle est membre du collectif Les Donneurs (foyers d'écriture publique),,,.
En 2000, elle obtient une mention d'excellence du Concours Brèves littéraires dans la catégorie poésie pour son poème « Sait-on le poids... »,,.
En 2006, elle est récipiendaire du Prix Création-Interprétation décerné lors de la remise des Grands Prix Desjardins,,.
Suzanne Joly est membre de l'Union des écrivaines et des écrivains québécois.

## Œuvres

### Poésie
- Des jours de chemins perdus et retrouvés, Trois-Rivières, Écrits des Forges, 1997, 104 p.  (ISBN 2-89046-427-X)
- Une incise de ciel bleu, Trois-Rivières, Écrits des Forges, 1998, 62 p. (ISBN 2-89046-495-4)
- Alchimie de l'ombre, Montréal, Éditions du Noroît, 2002, 87 p. (ISBN 2-89018-488-9)
- Des lieux, des villes, un chou-fleur, Trois-Rivières, Écrits des Forges, 2008, 106 p.  (ISBN 978-2-89645-077-0)
- Complicité du large, Trois-Rivières, Écrits des Forges, 2008, 58 p. (ISBN 978-2-89645-101-2)
- Tête à poux, Trois-Rivières, Écrits des Forges, 2017, 117 p.  (ISBN 978-2-89645-339-9)
- Grains de riz, Trois-Rivières, Écrits des Forges, 2025

### Livres d'artistes
- Suzanne Joly (poèmes inédits) et Jean-Guy Saint-Arneault (aquarelles originales), Dans le silence de nos voix, Joliette, J.-G. Saint-Arneault, 2002 (ISBN 2-9807734-0-9)

### Ouvrages collectifs
- Collectif de poésie lanaudoise, Éditions De l’Ange vagabond, 1997
- Lanaudière en poésie, Joliette, Éditions d’Art Doise, 2003
- Marcher avec Saint-Denys-Garneau, Sainte-Mélanie, Éditions Bell’Arte, 2004
- Mouvance, Sainte-Mélanie, Éditions Bell’Arte, 2005
- Dans l’antichambre céleste, les jardins de la Maison Antoine-Lacombe (Collectif sous la direction de Ginette Trépanier), Sainte-Mélanie, Éditions Bell’Arte, 2014
- En canotant dans Lanaudière - tome 1, Sainte-Mélanie, Éditions Bell’Arte, 2014
- Les mots qui bougent - Hommage à Hélène Pedneault, Sainte-Mélanie, Éditions Bell’Arte, 2014

## Prix et honneurs
- 2000 : Récipiendaire d'une mention d'excellence, Prix Brèves littéraires de poésie pour son poème « Sait-on le poids... »[1],[18]
- 2006 : Récipiendaire du Prix Création-Interprétation décerné lors de la remise des Grands Prix Desjardins[10]